# سن اللولب
سن اللولب أو خطوة اللولب هي بنية لولبية الشكل تستخدم في التحويل بين حركة أو قوة دائرية، وخطية. سن اللولب هو نتوء يلتف حول أسطوانة أو مخروط على شكل لولب، مع تسمية الأولى لولبة مباشرة والأخيرة لولبة مستدقة. سن اللولب ميزة أساسية للبرغي المستخدم ألةً بسيطة أو مثبتًا.
الفائدة الميكانيكية لسن اللولب تعتمد على سنه، وهو البعد الخطي الذي يقطعه البرغي في دورة واحدة. يُخْتَار سن البرغي في معظم التطبيقات كي يكون الاحتكاك كافيًا لمنع الحركة الخطية من التحول إلى حركة دائرية وهذا كي لا ينزلق البرغي حتى لو طبقت عليه قوة خطية، طالما لم تكن هنالك قوة دورانية خارجية. هذه الخاصية أساسية في معظم استعمالاته، تضييق سن البرغي المثبت يقارن بالقيام بإدخال وتد في فجوة حتى تثبت بسرعة بسبب الاحتكاك وجزء قليل من التشوه.